# 북청 물장수
《북청 물장수》는 한국방송공사 월화 드라마이다.

## 제작진
- 극본 : 박병우
- 연출 : 김인경

## 출연진
- 강부자
- 김미숙
- 김성환
- 김순철
- 김영철
- 서승현
- 하미혜
- 홍요섭